# Allonotus praepes
Allonotus praepes är en stekelart som först beskrevs av Charles Thomas Bingham 1895.  Allonotus praepes ingår i släktet Allonotus och familjen brokparasitsteklar. Inga underarter finns listade i Catalogue of Life.